# Captopril
Captopril é um fármaco do tipo iECA, inibidor da enzima conversora da angiotensina I (ECA I). Sua principal indicação é para tratamento de hipertensão arterial e alguns casos de insuficiência cardíaca.
Foi o primeiro inibidor da ECA a entrar no comércio, é um potente inibidor da ECA com Ki de 1,7 nM. É o único inibidor da ECA aprovado para uso nos Estados Unidos da América que contém um grupo sulfidrilo.

## Origem
Sérgio Henrique Ferreira, que, juntamente com seus colaboradores, isolou, na década de 1960, do veneno da Bothrops jararaca, um princípio ativo capaz de intensificar a resposta à bradicinina e que foi denominado FPB (fator potenciador da bradicinina). A partir do veneno da jararaca, Sérgio Ferreira chegou a uma substância capaz de inibir os agentes naturais do organismo que elevam a pressão arterial, chamados angiotensina 1 e 2, ao mesmo tempo em que prolongam o efeito de uma molécula que mantém a pressão baixa, a bradicinina.

## Mecanismo de ação
O captopril é um inibidor da ECA - enzima conversora da angiotensina, que impede a angiotensina I de ser convertida em angiotensina II. Com a ausência da angiotensina II não há vasoconstricção periférica, diminuindo a resistência vascular periférica e promovendo uma diminuição da pressão arterial. Os efeitos benéficos do captopril na hipertensão e na insuficiência cardíaca parecem resultar principalmente da supressão do sistema renina-angiotensina-aldosterona, resultando em concentrações séricas diminuídas de angiotensina II e aldosterona. Entretanto, não há uma correlação consistente entre os níveis da renina e a resposta à droga. A redução da angiotensina II leva a uma secreção diminuída de aldosterona e, como resultado, podem ocorrer pequenos aumentos de potássio sérico, juntamente com perda de sódio e fluidos.

## Farmacocinética
Administrado por via oral, o captopril é absorvido rapidamente e tem biodisponibilidade de cerca de 75%. As concentrações plasmáticas máximas ocorrem em 1 hora e o fármaco é depurado de forma eficaz. Grande parte do fármaco é eliminada na urina: de 40 a 50% na forma de captopril e o que sobrou como dímeros de dissulfeto de captopril-cisteína. As dose aplicadas na clínica médica de captopril variam de 6,25 – 150 mg de 2 a 3 vezes ao dia, sendo as doses de 6,25 mg 3x/dia e 25 mg 2x/dia apropriadas para o início da terapia para insuficiência cardíaca e a hipertensão, respectivamente. Doses diárias superiores a 150 mg, não são recomendadas. O alimento diminui a biodisponibilidade oral do captopril em 25-30%, e o fármaco deve ser administrado uma hora antes das refeições.

## Interações medicamentosas
Estudos afirmam que o captopril pode perder até 80% da sua eficácia e biodisponibilidade se administrados concomitantemente com outros medicamentos ou alimentos. Ao contrário de alguns fármacos que têm a sua absorção diminuída mas não comprometida pela administração conjunta com outras substâncias, o captopril deve ser ingerido sem nenhuma associação para evitar perda da sua eficácia ou aumento de seus efeitos adversos. Recomenda-se um intervalo 1 a 2 horas para se administrar o captopril.

## Efeitos adversos
Um dos efeitos adversos mais comuns é a tosse. Mas o mais temível, devido ao seu grupo sulfidrilo, é a síndrome lúpico do tipo lupus eritematoso. Este efeito colateral fez com que o medicamento fosse abandonado quando surgiu o enalapril apesar de ser usado sobretudo para ensaios clínicos na medida em que foi o primeiro iECA a ser descoberto e serve de referência. O segundo iECA a ser descoberto foi o enalapril que já não possui o grupo sulfidrilo. Além disso o enalapril necessita de uma única toma diária enquanto o captopril necessita de três devido à sua semi-vida mais curta. A tosse é ocasionada devido a uma enzima análoga à ECA (enzima conversora de angiotensina) que é a responsável pela degradação de bradicinina no trato respiratório. Com isso, os níveis de bradicinina aumentam e provocam o sintoma da tosse mediada pelo captopril. Apesar das suas inconveniências e de haver novos iECAs cada vez melhores, alguns médicos ainda prescrevem o captopril. Este tipo de medicamentos actua de modo indirecto para baixar a hipertensão, através do bloqueio da formação de angiotensina, o que os torna impróprios para uso sub-lingual nas crises hipertensivas.

## Efeitos colaterais
- o enalapril necessita de uma única toma diária enquanto o captopril necessita de três devido à sua semi-vida mais curta. A tosse é ocasionada devido a uma enzima análoga à ECA Tosse: Com o bloqueio da ECA há liberação de bradicinina, relacionada a fenômenos alérgicos, podendo gerar tosse no paciente. Esse tipo de tosse é ocasionada devido a uma enzima análoga à ECA que é a responsável pela degradação de bradicinina no trato respiratório. Com isso, os níveis de bradicinina aumentam e provocam o sintoma da tosse mediada por captopril.
- Hipotensão: Principalmente em pacientes com insuficiência ventricular esquerda e fração de ejeção diminuída.
- Redução da função renal quando essa já está comprometida anteriormente.